# Międzynarodowa Federacja Sumo
Międzynarodowa Federacja Sumo (ang. International Sumo Federation, skrót IFS) – międzynarodowa organizacja pozarządowa, zrzeszająca 84 narodowych federacji sumo.

## Historia
Federacja została założona w 1992 roku w Tokio. Wcześniej, w 1980 roku Japońska Federacja Sumo organizowała pierwszy międzynarodowy turniej. Odtąd liczba zagranicznych drużyn uczestniczących w tym wydarzeniu wzrastała każdego roku, a w lipcu 1983 roku Japonia i Brazylia stworzyły zarodek międzynarodowej federacji.

## Członkostwo
- ARISF
- GAISF
- IWGA

## Mistrzostwa świata
- Mistrzostwa świata w sumo (od 1980 roku).